# LLCInvest
LLCInvest ist ein mögliches Verschleierungs-System der privaten Finanzen des russischen Präsidenten Wladimir Putin und seines Machtzirkels, das vom Journalistennetzwerk Organized Crime and Corruption Reporting Project (OCCRP) und dem Online-Medium Meduza mit Medienpartnern wie dem WDR mithilfe einer für die Öffentlichkeit nicht sichtbaren E-Mail-Domäne –  LLCInvest.ru – offengelegt wurde. LLCInvest kontrolliert mehr als 4,5 Milliarden US-Dollar verteilt über 80 Firmen; darunter „Jachten, Paläste, Hotels, Jets und Bankkonten“.

## Offenlegung
Die Reporter fanden über die E-Mail-Domäne LLCInvest.ru Dutzende miteinander verbundene Unternehmen und gemeinnützige Organisationen, die mit der Bank Rossija verbunden sind. Weil Putin-Vertraute, etwa der Milliardär Juri Kowaltschuk, ihre Eigentümer sind, wird sie auch „Putins Bank“ genannt. Über die E-Mail-Domäne lassen sich Unternehmen bzw. Organisationen ausmachen, die Vermögenswerte im Wert von mindestens 4,5 Milliarden US-Dollar besitzen. Etliche dieser Vermögenswerte können mit Putin in Verbindung gebracht werden. Die LLCInvest-Struktur wird von Unternehmen und Non-Profit-Organisationen genutzt, die ausnahmslos putinnahen Oligarchen sowie deren Kindern gehören.